# Etheostoma saludae
Etheostoma saludae és una espècie de peix de la família dels pèrcids i de l'ordre dels perciformes que habita a Carolina del Sud. Els mascles poden assolir els 4,3 cm de longitud total.